# Matthew Garbett
Matthew Jimmy David Garbett (Londres, Inglaterra, Reino Unido, 13 de abril de 2002) es un futbolista neozelandés. Juega de centrocampista y su equipo es el Peterborough United F. C. de la League One.

## Trayectoria
Garbett comenzó su carrera en el Western Suburbs de Nueva Zelanda en 2017, club donde entró a sus inferiores a los 12 años de edad. En el club jugó la final de la Copa Chatham de 2018. En 2019, fue cedido al Team Wellington, donde disputó un encuentro el 1 de diciembre ante el Canterbury United.
Tras su desempeño en la Copa Mundial de Fútbol Sub-17 de 2019, fichó por el Falkenbergs FF de la Allsvenskan sueca.
En agosto de 2021 firmó con el Torino F. C. de Italia, para formar parte de su equipo primavera. Fue promovido al primer equipo en abril de 2022. Debutó el 18 de octubre de ese año ante el Cittadella en la Copa Italia.

## Selección nacional
Es internacional en categorías inferiores por Nueva Zelanda. Disputó la Copa Mundial de Fútbol Sub-17 de 2019 y formó parte del equipo que disputó los Juegos Olímpicos de Tokio 2020.
Debutó con la selección adulta el 9 de octubre de 2021 en la victoria por 2-1 sobre Curaçao por un encuentro amistoso.

## Clubes
| Club                       | País          | Año           |
| -------------------------- | ------------- | ------------- |
| Western Suburbs            | Nueva Zelanda | 2017-2019     |
| Eastern Suburbs (préstamo) | Nueva Zelanda | 2018-2019     |
| Team Wellington (préstamo) | Nueva Zelanda | 2019          |
| Falkenbergs FF             | Suecia        | 2020-2021     |
| Torino F. C.               | Italia        | 2021-2023     |
| NAC Breda (préstamo)       | Países Bajos  | 2023          |
| NAC Breda                  | Países Bajos  | 2023-2025     |
| Peterborough United F. C.  | Inglaterra    | 2025-presente |

## Palmarés

### Títulos nacionales
| Título                                | Club            | País          | Año     |
| ------------------------------------- | --------------- | ------------- | ------- |
| Central Premier League                | Western Suburbs | Nueva Zelanda | 2017    |
| Central Premier League                | Western Suburbs | Nueva Zelanda | 2019    |
| Campeonato de Fútbol de Nueva Zelanda | Eastern Suburbs | Nueva Zelanda | 2018-19 |

### Títulos internacionales
| Título                      | Equipo                            | Sede          | Año  |
| --------------------------- | --------------------------------- | ------------- | ---- |
| Campeonato Sub-17 de la OFC | Selección sub-17 de Nueva Zelanda | Islas Salomón | 2018 |